# Шванхафель
Шванхафель (нем. Schwaanhavel, Schwanhavel) — река в Германии, протекает по земле Мекленбург-Передняя Померания. Общая длина реки — 3,4 км, перепад высоты составляет 0,3 м. Шванхафель впадает в Хафель (Обере-Хафель).
Исток реки находится на севере озера Плетин, на высоте 55,1 м над уровнем моря. Далее Шванхафель меандрирует в направлении Везенберга и на высоте 54,8 м впадает в старый Хафель, протекающий на этом участке параллельно с Камерским каналом. Нескольким метрами далее Хафель впадает в Камерский канал.
Ширина реки на большей части её русла составляет от 3 до 5 метров, глубина редко превышает 1 м. Шванхафель — популярное место для гребных видов спорта (таких как гребля на байдарках и каноэ). Использование моторизированных судов на нём запрещено.